# Lucian Vărșăndan
Lucian M. Vărșăndan (* 1975 in Arad, Sozialistische Republik Rumänien) ist ehemaliger Intendant des Deutschen Staatstheaters Temeswar (DSTT).

## Leben
Lucian Vărșăndan absolvierte das Nikolaus Lenau Lyzeum in Timișoara. Anschließend studierte er Germanistik und Anglistik an  der Universität des Westens Timișoara und der Philipps-Universität Marburg sowie Rechtswissenschaften an der Universität des Westens.
Er arbeitete als Redakteur der Allgemeinen Deutschen Zeitung für Rumänien, bis er 1999 als Dramaturg zum DSTT wechselte und dort über 30 Inszenierungen verschiedener Genres betreute. Seit 2004 war er dort in der Abteilung Dramaturgie, Marketing und Öffentlichkeitsarbeit tätig; 2006 erhielt er die Position des leitenden Dramaturgen. Vărșăndan gewann die Ausschreibung zur Besetzung des Amtes des Intendanten des DSTT im Oktober 2007. Seine Amtszeit als Intendant wurde bis 2012 festgelegt und anschließend um weitere fünf Jahre verlängert. Während der Regierungszeit von Dacian Cioloș (2015–2017) war Vărșăndan einige Monate Staatssekretär im Kulturministerium.
Für seinen Lyrikband Als das Wort zu Ende war erhielt Vărșăndan 2000 den Debütpreis des Rumänischen Schriftstellerverbandes, dessen Mitglied er ist. Seine Lyrik und Kurzprosa sowie seine Übersetzungen von Lyrik und Theaterstücken aus dem Rumänischen wurden in mehreren Sammlungen und Anthologien veröffentlicht. Vărșăndan ist Mitglied des deutschsprachigen Literaturkreises Die Stafette in Timișoara und Träger von mehrfachen Literaturauszeichnungen, darunter des Stefan-Jäger-Preises.
Varsandans Amtszeit wurde seitens der Verwaltung Temeswar nicht verlängert und endete daher zum 31. Oktober 2017, nachdem seitens des Amtes des Temeswarer Bürgermeisters der Vorwurf öffentlich wurde, Varsandan erfülle nicht die gesetzlichen Studienvoraussetzungen für diese Position.